# Municipio de Douglas (condado de Jackson)
El municipio de Douglas (en inglés: Douglas Township) es un municipio ubicado en el condado de Jackson en el estado estadounidense de Kansas. Abarca un área de 167.86 kilómetros cuadrados; de estos, 0.11 metros cuadrados son agua. En el año 2010 tenía una población de 2314 habitantes y una densidad poblacional de 13,77 personas por km².

## Geografía
El municipio de Douglas se encuentra ubicado en las coordenadas 39°16′6″N 95°40′37″O / 39.26833, -95.67694. Según la Oficina del Censo de los Estados Unidos, el municipio tiene una superficie total de 168.11 km², de la cual 168 km² corresponden a tierra firme y (0,06 %) 0,1 km² es agua.

## Demografía
Según el censo de 2010, había 2314 personas residiendo en el municipio de Douglas. La densidad de población era de 13,77 hab./km². De los 2314 habitantes, el municipio de Douglas estaba compuesto por el 92,61 % blancos, el 0,22 % eran afroamericanos, el 4,24 % eran amerindios, el 0,43 % eran asiáticos, el 0,39 % eran de otras razas y el 2,12 % eran de una mezcla de razas. Del total de la población el 3,54 % eran hispanos o latinos de cualquier raza.